# 孙莉 (垒球运动员)
孙莉（1981年1月6日—），出生于重庆，中国垒球运动员。注册单位为解放军，场地上位置为二垒，主要打法为右棒长打。

## 运动生涯
1994年，孙莉参加四川省少年业余体校女垒锦标赛。1995年6月进入解放军成都军区女子垒球队，教练徐明辉。1996年12月至1998年9月入选中国国家女子垒球队，教练刘雅明。1999年5月到2000年入选中国国家女子垒球队，1998年获世界垒球锦标赛第四名，1999年获亚洲垒球锦标赛冠军。
2000年悉尼奥运会之前，孙莉膝盖受伤，失去代表国家队出战奥运会的机会。2001年九运会垒球比赛第三名。2005年，十运会垒球比赛第三名，同年再次入选中国国家女子垒球队。2006年世锦赛第四名，2006年亚运会第三名。2008年，成为北京奥运会中国垒球队成员。

## 家庭
2004年1月16日，孙莉与原成都恩威男排队员郑浩领取结婚证。之前两人相恋七年。